# Полет 421 на „Гаруда Индонезия“
Полет 421 на „Гаруда Индонезия“ е редовен вътрешен пътнически полет от летище Селапаранг, Ампенан, до международното летище „Адисуципто“, Джокякарта, управляван от „Гаруда Индонезия“. На 16 януари 2002 г. самолетът „Боинг 737-3Q8“, който изпълнява полета, попада в силна гръмотевична буря по време на подход към крайната си дестинация, в резултат на което пламъкът в горивните камери на двигателите изгасва. По този начин машината пада в река близо до Суракарта, което довежда до смъртта на стюардеса и наранявания на част от хората на борда.
Окончателният доклад на Индонезийския национален комитет за безопасност на транспорта отбелязва, че обучението на пилоти за интерпретиране на метеорологични радарни изображения не е формално и се провежда по време на летателното обучение. Вероятно по време на инцидента валежите са толкова силни и гъсти, че отслабват сигналите от радара и намаляват отраженията за валежи. Записващото устройство в пилотската кабина доказва, че в този момент вали дъжд, придружен от градушка. Докладът заключава, че плътността на градушката и количеството вода надвишават възможностите на двигателите, което е и причината те да изгаснат.
Заради нанесените щети по фюзелажа самолетът е бракуван, което го прави 11-ата пълна загуба на този модел самолети и 8-ата фатална катастрофа с участието на „Боинг 737-300“.